# Skarnsundet
Skarnsundet er et sund inderst i Trondheimsfjorden som forbinder hovedfjorden med Beitstadfjorden og ligger mellem Mosvik på Fosenhalvøen og Inderøy. 
Sundet krydses af Skarnsundbroen som er en del af riksvej 755.
63°51′N 11°4′Ø / 63.850°N 11.067°Ø